# Budapest Grand Prix 2002
Il Budapest Grand Prix 2002 è un torneo di tennis giocato sulla terra rossa. È la 7ª edizione dell'Hungarian Grand Prix, che fa parte della categoria Tier V nell'ambito del WTA Tour 2002. Si gioca a Budapest in Ungheria, dal 15 al 21 aprile 2002.

## Campioni

### Singolare
Martina Müller ha battuto in finale  Myriam Casanova con il punteggio di 6–2, 3–6, 6–4.

### Doppio
Émilie Loit /  Catherine Barclay hanno battuto in finale  Elena Bovina /  Zsófia Gubacsi con il punteggio di 4–6, 6–3, 6–3.